# La meteora infernale
La meteora infernale (The Monolith Monsters) è un film di fantascienza statunitense del 1957 diretto da John Sherwood.

## Trama

Una scena del film.

Un geologo trova una strana roccia di origine meteorica in una zona desertica della California. Incuriosito la porta nel proprio ufficio. Quella notte un colpo di vento fa cadere una bottiglia d'acqua sulla roccia, che comincia a sfrigolare e sembra prendere vita. Il giorno dopo il capo-geologo Dave Miller ritorna in ufficio e lo trova distrutto da una enorme massa di roccia nera. Il suo aiutante è morto, e giace pietrificato. In seguito anche una bambina viene a contatto con la strana roccia nera del deserto e sviluppa i sintomi della pietrificazione.
Ben presto ci si accorge che la roccia è capace di crescere quando viene a contatto con l'acqua e con le creature viventi che hanno acqua nel corpo. Inoltre assorbe silicio dal suolo e dai corpi umani. Nel deserto comincia a piovere e le rocce crescono e proliferano, minacciando il vicino villaggio. Ben presto tutta la regione viene messa in allarme e numerose persone sono ricoverate con i sintomi del contagio. Niente sembra fermare le rocce che avanzano inesorabilmente.
Per fortuna si scopre che una soluzione salina è in grado di fermare la crescita delle rocce. Il geologo ha un piano, mina con la dinamite la diga di un lago artificiale. Dopo l'esplosione la massa d'acqua inonda un bacino salato asciutto, assorbendo i sali, e si riversa sui monoliti rocciosi che stanno per raggiungere un fiume, fermandone così l'avanzata.

## Produzione
Le scene sono state girate completamente nello stato della California, più precisamente ad Azusa, negli Universal Studios e nel loro Backlot.
Gli effetti speciali si concentrano sulla realizzazione di una sorta di roccia che cresce, generandone altre; il reparto effetti speciali cercò un tipo di materiale che servisse allo scopo ed esso venne identificato in una speciale resina artificiale, trasparente e molto fragile. Vennero costruiti diversi stampi in gomma grazie ad una matrice che imitava cristalli realmente esistenti, in questi stampi venne colata la resina che venne colorata in una tonalità di nero-marrone.
Vennero approntati alcuni set in miniatura di cui due furono curati nei dettagli: quello a ridosso delle montagne, dove le rocce si sviluppano di continuo e quello che mostra il mare di acqua e sale che consumerà definitivamente i monoliti di roccia. Il film fu comunque girato in economia ed alcune scene ne risentirono; in particolar modo in quelle in cui si vedono le persone pietrificate è sin troppo evidente come l'effetto venne realizzato con un'opera di maquillage che non convinse gli spettatori.

## Distribuzione
La pellicola è stata distribuita negli Stati Uniti il 1º dicembre 1957 dalla Universal Pictures; in Finlandia il 24 gennaio 1958 con il nome Uhka avaruudesta; in Francia il 16 aprile come La cité pétrifiée dalla Universal Film Societe Anonyme; in Svezia il 13 aprile 1959 come En stad i skräck dalla Universal Film, dove fu vietato ai minori di 15 anni.